# Antazavė
Antazavė (hist., pol. Antuzów) – wieś na Litwie położona w rejonie jezioroskim okręgu uciańskiego, 22 km na północny zachód od Jeziorosów.

## Historia

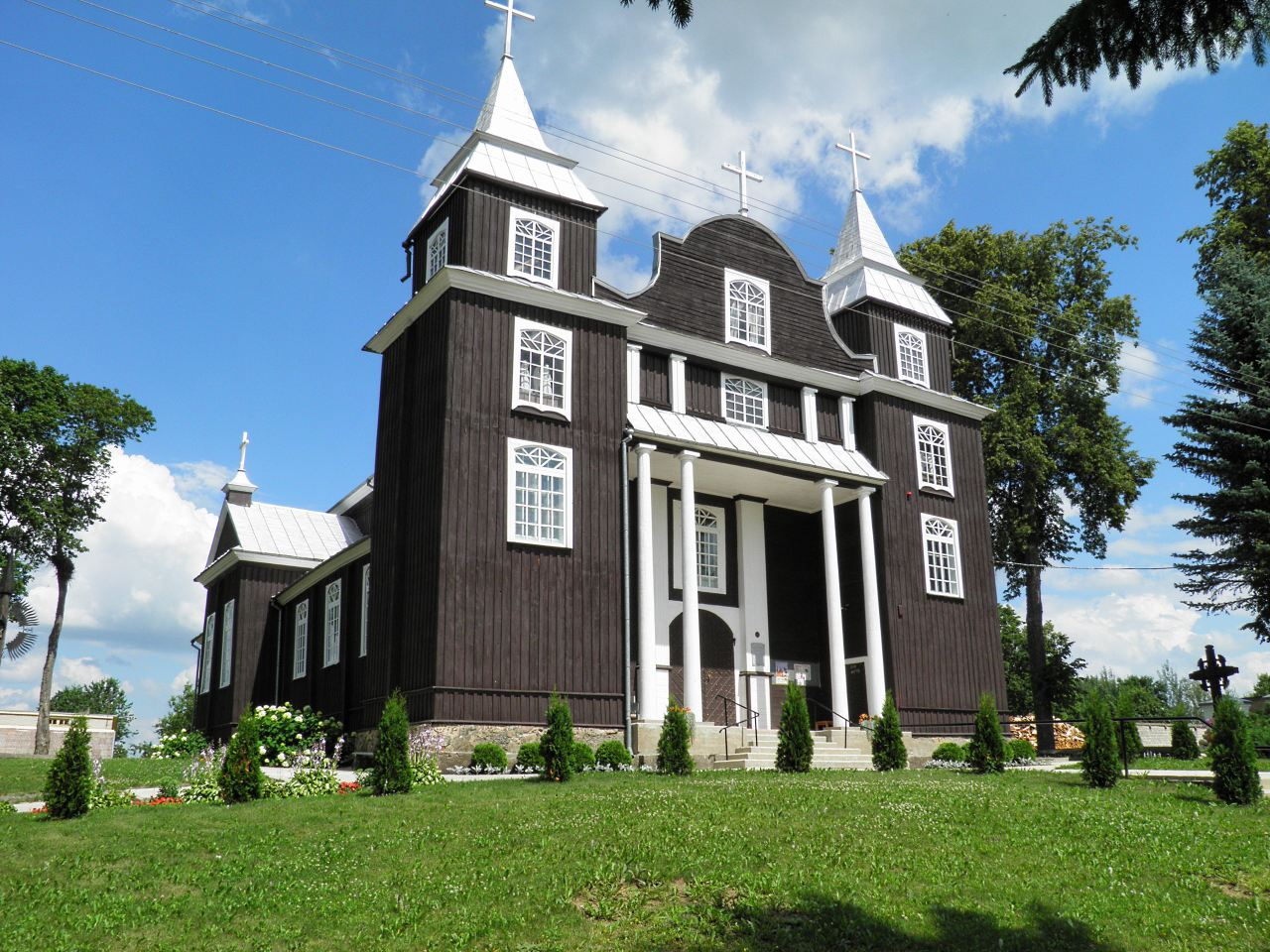
Kościół z 1794 roku, 2011

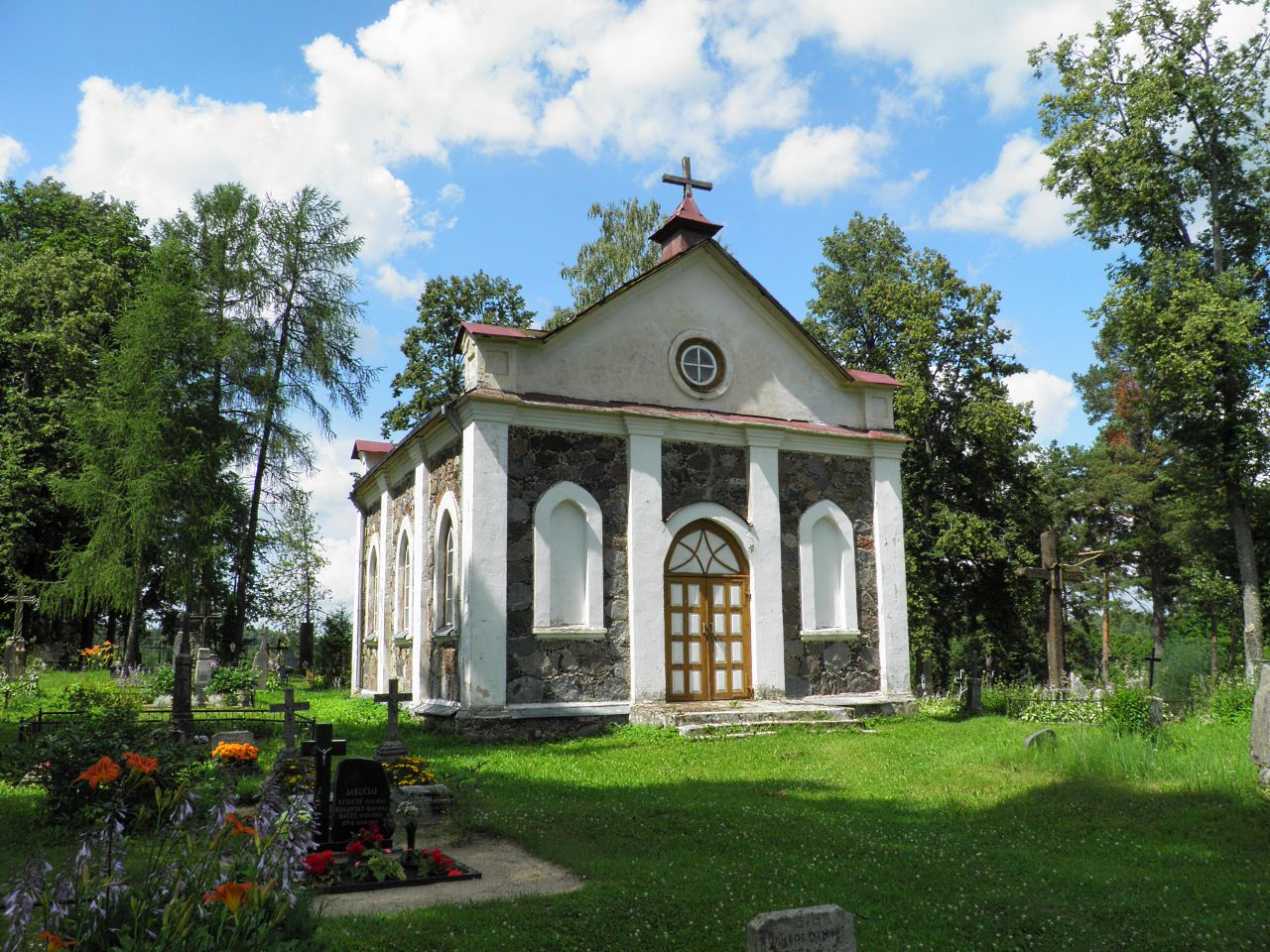
Kaplica cmentarna, 2011

Pierwsza wzmianka o Antuzowie pochodzi z 1650 roku, kiedy dobra te należały do Mikołaja Ginwił Piotrowskiego (~1600–1657), ciwuna wileńskiego i kuchmistrza litewskiego, dworzanina króla Władysława IV i Jana Kazimierza, żonatego z Małgorzatą Konstancją Wolff von Lüdinghausen (~1600–1664). Małżeństwo to sprzedało ten majątek Janowi Andrzejowi Broel-Platerowi (1626–1696), staroście dyneburskiemu, wojewodzie inflanckiemu, żonatemu z Ludwiką Marią Grothus (~1650–1720). Jan Andrzej Broel-Plater przekazał te dobra swemu najmłodszemu synowi Aleksandrowi Konstantemu (~1690–1762) żonatemu z Zofią Rudberg. Najmłodsza z ich córek, Emerencja Ludwika (~1730–1777) odziedziczyła Antuzów. Wyszła za mąż za swojego stryjecznego brata Jana Ludwika Platera (~1700–1764), szambelana króla Augusta III, generała-majora wojsk polskich. Antuzów odziedziczył po nich ich syn Ludwik (~1760-1788) żonaty z Kunegundą Wołłowiczówną (~1760–1846). Ludwik zmarł w wieku 28 lat, po osiągnięciu pełnoletniości przez jednego z ich synów – Kacpra (~1780–1829), stał się on kolejnym dziedzicem majątku. Kacper ożenił się z Bogumiłą Wereszczyńską. Ich jedyna córka Ludwika (1818–1896) wyszła w 1843 roku za Franciszka Ledóchowskiego (1806–?), wnosząc mu Antuzów w posagu. Ich córka Ludwika (1851–1915) wyszła za barona Juliusza Roppa (1843–1898) i ich córka Elżbieta (1884–1945), która w 1928 roku wyszła za Mikołaja Wojnarowskiego (1893–?) była ostatnią właścicielką Antuzowa.
Na przełomie XIX i XX wieku majątek Ledóchowskich liczył 884 dziesięcin ziemi.
Brat Kacpra Franciszek był ojcem Emilii Plater, która bywała w tutejszym dworze. 25 marca 1831 roku własnoręcznie napisała w Antuzowie oświadczenie, że samodzielnie podjęła decyzję o udziale w powstaniu listopadowym, aby chronić kuzynów.

### Kościoły
Platerowie wznieśli tu w 1794 roku drewnianą kaplicę, będącą katolickim kościołem parafialnym pod wezwaniem Opatrzności Bożej. Ksiądz Wielżewski zbudował w Antuzowie w 1849 roku drewnianą kaplicę Matki Boskiej. Kościół z 1794 roku stoi do dziś. Ponoć został zbudowany bez użycia gwoździ. W 1827 roku ogrodzono cmentarz przykościelny murem z ciosanych kamieni. Podczas I wojny światowej Niemcy założyli w kościele szpital wojskowy (nabożeństwa odbywały się w kaplicy cmentarnej). 4 dzwony zostały wywiezione do Rosji. W okresie międzywojennym zakupiono do kościoła jeden dzwon. Podczas parcelowania majątku w 1922 roku władze litewskie przekazały kościołowi 37 ha ziemi. W 1939 roku naprawiono kamienne ogrodzenie cmentarza.
Kościół ma barokowe elementy architektoniczne z trójścienną absydą i dwiema wieżami. Wewnątrz znajdują się 3 nawy i 3 ołtarze.

### Historyczna przynależność administracyjna
Po III rozbiorze Polski w 1795 roku Antuzów, wcześniej wchodzący w skład województwa wileńskiego Rzeczypospolitej znalazł się na terenie powiatu nowoaleksandrowskiego (ujezdu) guberni litewsko-wileńskiej Imperium Rosyjskiego. Po podziale tej guberni w 1843 roku majątek znalazł się w guberni kowieńskiej. W drugiej połowie XIX wieku prywatne miasteczko było siedzibą gminy. Od 1920 roku Antuzów należy do Litwy, która w okresie 1940–1990, jako Litewska Socjalistyczna Republika Radziecka, wchodziła w skład ZSRR.
| rok  | liczba ludności           |
| ---- | ------------------------- |
| 1902 | 143                       |
| 1923 | 167 (w tym we dworze 101) |
| 1959 | 134                       |
| 1970 | 497                       |
| 1974 | 529                       |
| 1979 | 603                       |
| 1984 | 648                       |
| 1989 | 628                       |
| 2001 | 461                       |
| 2011 | 413                       |

### XX wiek
W 1861 roku uruchomiono szkółkę parafialną, w 1864 roku przekształcono ją w rządową szkołę podstawową. Około 1870 roku Ledóchowscy zbudowali budynek szkoły, składający się z dwóch izb: w jednej uczyli się uczniowie, druga była przeznaczona dla nauczyciela. Dwór płacił nauczycielowi pensję (20 carskich rubli). W 1895 roku uczyło się tu 30 uczniów były tu 3 klasy. W latach 1895–1944 działała tu szkoła podstawowa. Po II wojnie światowej utworzono tu gimnazjum, w 1986 roku przekształcone w szkołę 12-klasową. W 1990 roku szkoła przeniosła się do nowego budynku, w 1995 roku nadano jej imię Juozasa Gruodisa (1884–1948), litewskiego kompozytora i pedagoga. Od 2014 roku w budynku funkcjonuje ponownie gimnazjum.
Od 1951 roku we wsi funkcjonuje biblioteka publiczna, ponadto działa tu poczta (LT-32019), muzeum historii regionalnej, stoi to pomnik poświęcony lokalnemu ruchowi partyzanckiemu (zabytek historyczny).

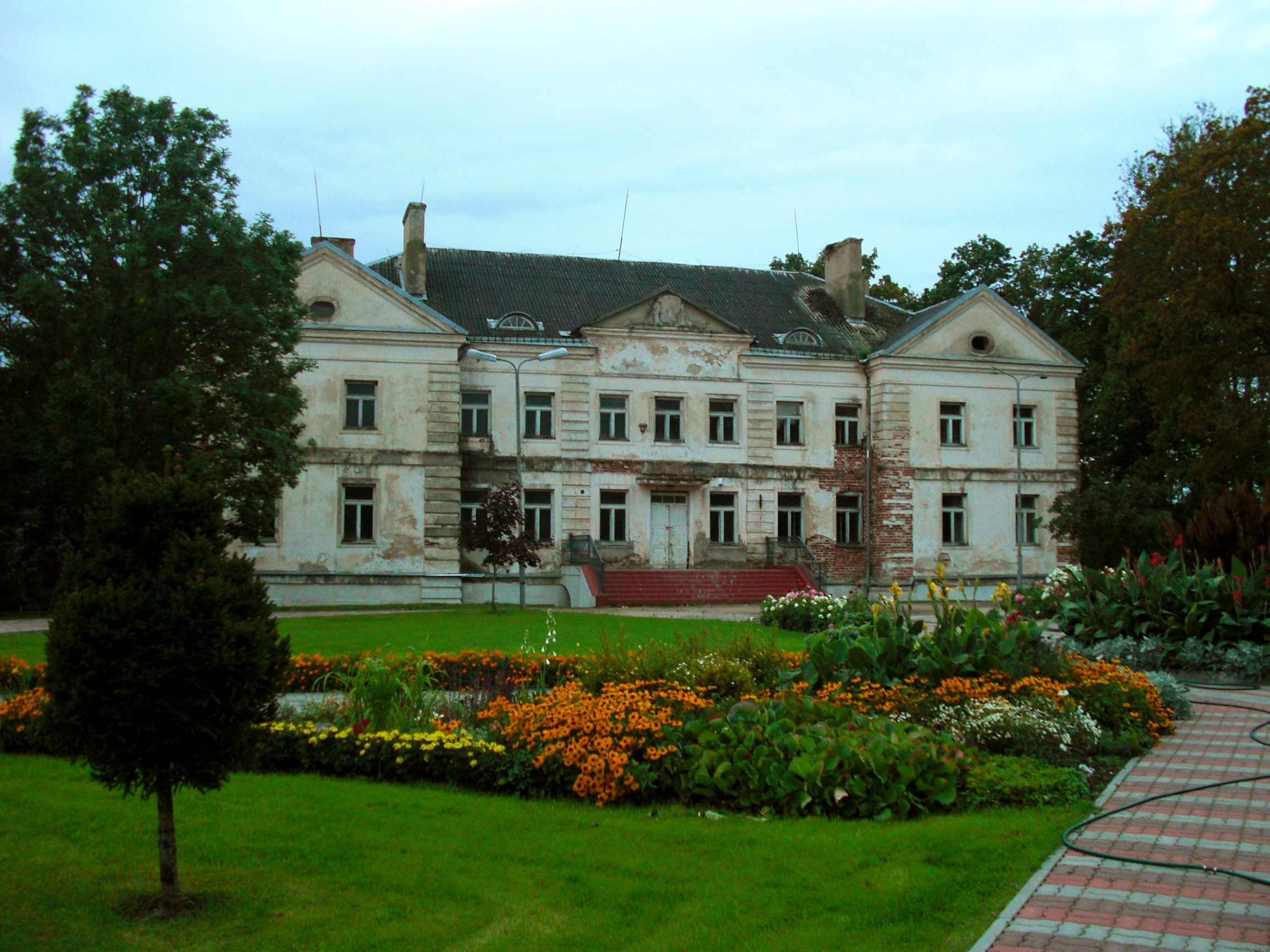
Pałac Ledóchowskich, stan współczesny, 2014

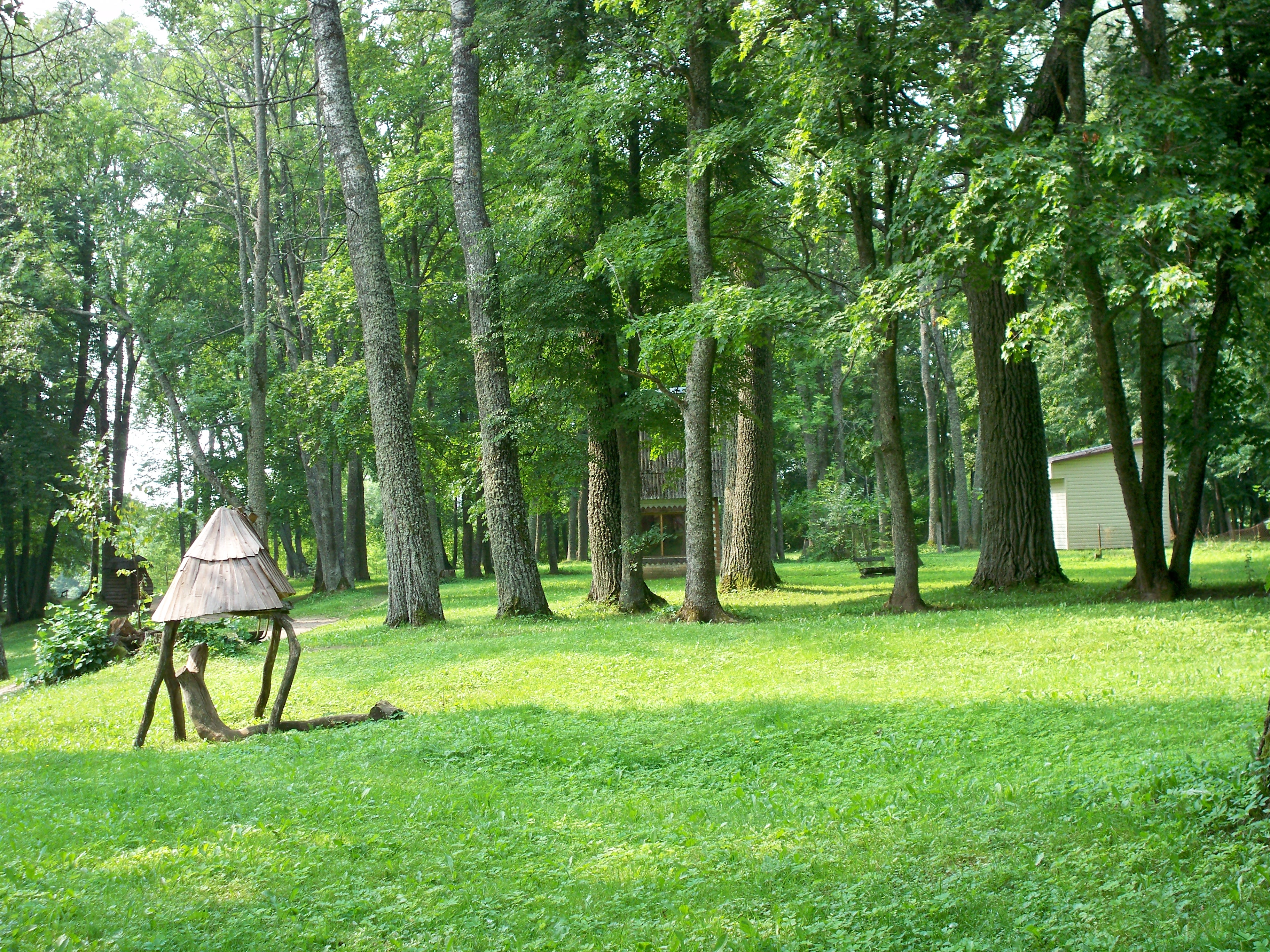
Park, 2010

## Pałac
Nic nie wiadomo o tutejszej siedzibie Platerów. W drugiej połowie XIX wieku Ledóchowscy znieśli tu duży pałac (możliwe że przez rozbudowę starego dworu). Nowy dom był budynkiem murowanym, dwukondygnacyjnym, postawionym na wysokich suterenach w obu elewacjach, jedenastoosiowym. Był przykryty gładkim, czterospadowym dachem. Elewację frontową urozmaicały dwa dwuosiowe skrajne ryzality, z boniowanymi narożnikami, zwieńczone trójkątnymi frontonami z okulusami. Między nimi zaprojektowano trójosiowy pseudoryzalit zaakcentowany boniami i tarczą herbową.
W elewacji ogrodowej w środku dominował jeden trójosiowy ryzalit, a nad nim okulus. Okna domu były prostokątne. Pomieszczenia reprezentacyjne urządzono w środkowej części i lewym skrzydle pałacu. 
Pałac był otoczony pięciohektarowym parkiem założonym w XVIII wieku, schodzącym tarasami na brzeg jeziora Zelvė. Przed frontem pałacu były dwie sadzawki, między którymi biegła aleja wjazdowa.
Bryła pałacu w Antuzowie przetrwała I i II wojnę światową. Po II wojnie światowej mieściła się tu szkoła z internatem, a później sierociniec. Obecnie działa tu Centrum Sztuki Ludowej, prowadzone są tu warsztaty rzemiosła artystycznego. W jednej z sal miejscowy nauczyciel Stanislav Kirailytė zorganizował muzeum regionalne. Prezentowane są tu nieliczne pamiątki po byłych właścicielach pałacu i twórczość regionalna.
Majątek Antuzów został opisany w 4. tomie Dziejów rezydencji na dawnych kresach Rzeczypospolitej Romana Aftanazego.